# BSIM4
BSIM4 — новое поколение физических моделей транзисторов, с расширенными возможностями. Моделирует планарные МОП-транзисторы, изготовленные по техпроцессам порядка 100 нм и более тонким. 
Примеры физических моделей: BSIM3 (BSIM4), EKV, HSPICE Level 28. BSIM4 появился в 2000 году.

## Новые возможности BSIM4
В 2004 году университет Berkeley представил BSIM4 Version 4.0 с новыми возможностями.
1. Подвижная модель, которая объясняет эффект Кулоновского рассеивания, так же как зависимость длины канала подвижности вследствие сильного легирования.
2. Расширенная модель сопротивления подложки (rbodyMod = 2), у которой увеличена длина и ширина канала, и количество контактов.
3. Параметры сопротивления затвора, XGW, NGCON, который теперь могут быть заданы как отдельные параметры (XGL все ещё, моделируемый параметр).
4. Дополнительная температурные свойства параметров модели :VOFF, VFBSDOFF.
5. Новый параметр DELVTO, который может использоваться, чтобы показывать изменение порогового напряжения.
6. Новая технология компактного размещения, увеличивает количество каналов связи, повышая производительность модели.
7. Гибкая подложка сопротивления цепи для RF (радиочастотного) моделирования.
8. Новая точная модель теплового шума и его распределения для вынужденного шума затвора.
9. Не-квази-статичная (NQS) модель, включающая стабильное RF (радиочастотное) моделирование и AC моделирование, вычисляющая (NQS) эффект в ёмкостном сопротивлении.
10. Точная модель прямого туннелирования затвора для многих уровней диэлектриков затвора.
11. Обширная и гибкая геометрия паразитных моделей для различных подключений и устройств с большим количеством контактов.
12. Улучшенная модель эффекта объёмного заряда рассеивания.
13. Более точная и мобильная модель для прогнозируемого моделирования.
14. Расширенные диодные характеристики для подключений.
15. Полупроводниковый стабилитрон с и без ограничения тока.
16. Диэлектрическая проницаемость диэлектриков затвора являются параметрами модели.
17. Комплексная модель насыщения тока, включающая все механизмы регулирования и ограничения по скорости насыщения тока.